# Коль, Михаэль
Михаэль Коль (нем. Michael Kohl; 28 сентября 1929, Зондерсхаузен — 4 июля 1981, Берлин) — дипломат ГДР. Глава Постоянного представительства ГДР в ФРГ.

## Биография
Коль учился в гимназии в Зондерсхаузене и в 1948—1952 годах изучал юриспруденцию в Йенском университете, до 1961 года работал научным сотрудником в Институте международного права. В 1948 году вступил в СЕПГ и в 1958—1963 годах избирался депутатом окружного собрания Геры.
В 1961—1973 годах работал в министерстве иностранных дел, сначала начальником отдела, затем с 1968 года в должности статс-секретаря по западногерманским вопросам, в 1965—1968 годах — статс-секретарём по вопросам Западного Берлина при Совете министров ГДР. В 1965 году Коль возглавлял делегацию ГДР на переговорах о заключении соглашения о пропусках, в 1970 году — на переговорах о транзитном соглашении, транспортном соглашении и Основополагающего договора.
В 1971 году Коль вошёл в комитет по внешней политике и комитет по западным вопросам Политбюро СЕПГ, с 1976 года стал кандидатом в члены ЦК СЕПГ. В ноябре 1973 года был назначен полномочным послом, 20 июня 1974 года был аккредитован в Бонне в качестве главы Постоянного представительства ГДР в ФРГ. В сентябре 1978 года Коль был назначен заместителем министра иностранных дел.
В 1964, 1970 и 1972 годах Коль награждался орденом «За заслуги перед Отечеством». Был похоронен в Мемориале социалистов на берлинском Центральном кладбище Фридрихсфельде.